# جک چارلتون
جان "جک" چارلتون (انگلیسی: John "Jack" Charlton؛ ۸ مهٔ ۱۹۳۵ – ۱۰ ژوئیهٔ ۲۰۲۰) بازیکن فوتبال اهل انگلستان بود که سابقهٔ بازی در تیم ملی فوتبال انگلستان را در کارنامهٔ خود دارد. وی در تاریخ ۱۰ آوریل ۱۹۶۵ نخستین بازی ملی خود را در مقابل تیم ملی فوتبال اسکاتلند انجام داد و با حضور در ۳۵ بازی ملی، در تاریخ ۱۱ ژوئن ۱۹۷۰ واپسین بازی ملی‌اش را در برابر تیم ملی فوتبال چکسلواکی برگزار کرد. این بازیکن توانسته در بازی‌های ملی، ۶ گل به ثمر برساند. جک چارلتون شب دهم ژوئیه ۲۰۲۰ در خواب درگذشت.